# Lachmidzi
Lachmidzi (arab. ‏اللخميون‎) – lud arabski, twórcy jednego z przedislamskich państw na Półwyspie Arabskim.
Pierwsze znane państwo Lachimidów ze stolicą w Al-Hirze powstało w V wieku p.n.e. W III wieku Amr ibn Adi ibn Nasr Ibn Rabi'a ibn Lachm założył królestwo Lachmidów. W latach 572–579 i 604–628 Lachmidzi brali udział w wojnach rzymsko-sasanidzkich, byli stronnikami Persji, w odróżnieniu do Ghassanidów, którzy współpracowali z Bizancjum.
Lachimidzi wyznawali chrześcijaństwo nestoriańskie, zaś jedynym królem ortodoksyjnym był An-Numan III Abu Kabus (ok. 580–602).
Stolicą państwa lachimidzkiego było miasto Al-Hira.

## Historia

### Początki
Arabska obecność w regionie Mezopotamii liczona jest na kilka setek lat przed przybyciem Sasanidów – początki ich osiedlania się w tym regionie datuje się na okolice IX/VIII wieku p.n.e. – stąd walki z nimi prowadził już Szachinszach Ardaszir I, założyciel dynastii, którym odebrał rejon Majsan.

Obecność Lachimidów w rejonie Al-Hiry rozpoczęła się w drugiej połowie III wieku n.e., gdy ci wyemigrowali z okolic Jemenu na północ i podporządkowali sobie napotkane plemiona. 
W 325 roku sasanidzki władca Szapur II na drodze kampanii wojennej przyłączył do swojego państwa tereny wokół Bahrajnu, wraz z samą wyspą, i ponownie osiedlił tam ludność arabską. To od tej kampanii wojennej datuje się protektorat perski nad przygranicznymi plemionami arabskimi, spośród których dominację posiadali właśnie Lachimidzi.
Według części historyków jednak Lachimidzi stali się trybutariuszami perskimi z racji na przejście ich rywali Ghassanidów pod protekcję bizantyjską. Dlatego też lud służył Sasanidom w trakcie ich zmagań z Cesarstwem Bizantyjskim.

### Odwrócenie ról
Za sprawą strategicznego położenia swojego państwa i względnego omijania terenów pustynnych przez działania wojenne, rosło znaczenie lachimidzkiego państewka. Swój szczyt politycznego znaczenia państwo to osiągnęło w V wieku, a symbolem tego było wysłanie przez sasanidzkiego władcę Jezdegerda I swojego syna na dwór w Al-Hirze, a który to po śmierci ojca w 420 roku został osadzony na tronie w Ktezyfonie przy pomocy wojsk arabskich, po czym przyjął imię Bahrama V.

### Wzrost znaczenia Sasanidów
Od roku 450 zaczyna się spadek znaczenia Lachimidów na rzecz innych klanów. Dwukrotnie (w latach 503–506 oraz 525–528) utracili oni nawet władzę nad swoją stolicą – Al-Hirą – na rzecz innego plemienia – Kindytów, nastawionych mniej serwilistycznie.

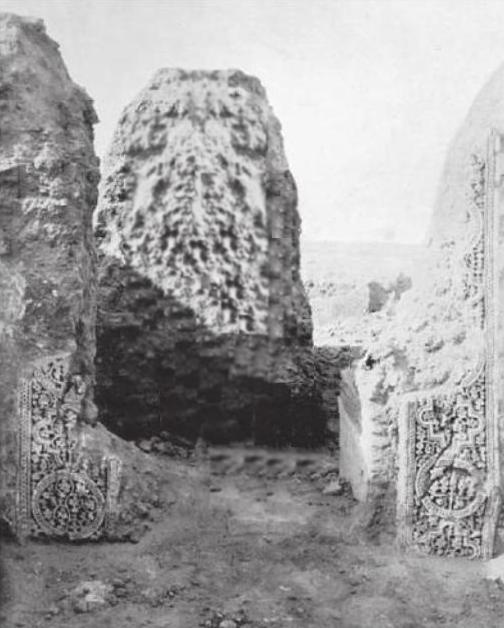
Zdjęcie ruin zniszczonej stolicy Lachimidów – Al-Hiry

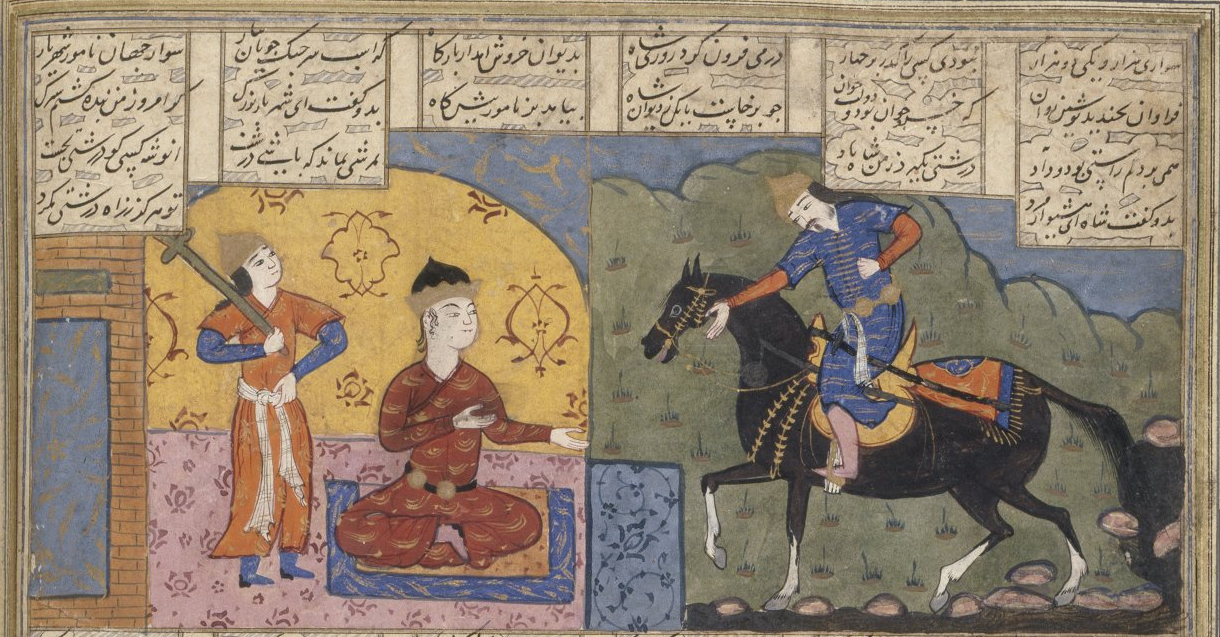
An-Numan III Abu Kabus proszący władcę sasanidzkiego Chosrowa I Anoszirwana o wsparcie w walce z Bizantyjczykami. Ok. 550 r.

Od czasów panowania Chosrowa I Anoszirwana (531–579) datuje się ponowny wzrost znaczenia sasanidzkich rządów w regionie wschodniej Arabii. W owym czasie miała miejsce między innymi wyprawa do Jemenu (572), natomiast Bahrajn zaczynał być zarządzany przez perskich urzędników bezpośrednio, a nie poprzez zwierzchność nad arabskimi Lachimidami. W następnych dekadach Sasanidzi zwiększali perską kontrolę nad Bahrajnem i Omanem poprzez budowę fortyfikacji czy nieuwzględniające Lachimidów traktaty z lokalnymi kaidami plemiennymi (z których część utrzymała się w mocy aż do podboju Persji przez muzułmanów).

### Upadek
Nakładanie się stref wpływów Lachimidów i Sasanidów w Bahrajnie doprowadziło do wybuchu otwartej wojny między Szachinszachem Chosrowem II Parwizem, a ostatnim królem Lachimidzkim An-Numan III Abu Kabusem (bezpośrednimi powodami wojny była postawa Arabów podczas buntu Bahrama Czobina, oraz odmówienie perskiemu monarsze ręki córki Numana), podczas której ten ostatni został zamordowany na rozkaz niedawnego protektora. Wojna jednak kontynuowana była przez inne lokalne plemiona, niezadowolone z nowego dominującego plemienia. Bunt ten przeszedł do historii jako zwycięska dla Arabów wojna o wielbłądzie wymię (604–611; kulminacyjna bitwa pod Dhi Qar w 609), a jej bezpośrednim powodem było niewydanie w sasanidzkie ręce reszty rodziny Numana III, która znalazła schronienie wśród plemion arabskich. 
Według arabskiej legency, Chosrow II miał zawdzięczać lachimidzkiemu monarsze życie, gdy ten uratował go podczas bitwy toczonej z siłami Bahrama Czobina. Sasanidzki monarcha miał jednak w akcie niewdzięczności nawet nie okazać łaski pojmanemu Arabowi i rozkazać zmiażdżyć go pod nogami słonia. Legenda ta najprawdopodobniej jest nieprawdziwa, gdyż siły lachimidzkie nie wsparły w tej wojnie prawowitego następcy tronu, ten bowiem odmówił nadania im niezależności, a pomocy udzielił mu bizantyjski cesarz Maurycjusz.
Zwierzchnictwo z sasanidzkiego nadania nad odebranymi Lachimidom ziemiom, przypadło plemieniu Tayyi, które następnie walczyć będzie po stronie Wielkiego Kalifatu już od bitwy pod Al-Buzakhą w 632 roku.

### Dziedzictwo
Obalenie rządów Lachimidów przyjęto pierwotnie w Persji z radością, z racji na pozbycie się potencjalnych rywali w obrębie Zatoki Perskiej. Nastroje jednak dość szybko opadły, gdy po obaleniu An-Numana III, pozostałe plemiona zaczęły rajzy na perską granicę, nasilone dodatkowo przez przegraną dla Persów wojnę o wielbłądzie wymię. Tradycja późniejsza wiązała zwycięską wtedy bitwą pod Dhi Qar z dniem narodzin proroka Mahometa, a więc i ze swoistym przebudzeniem Arabów ku przyszłym wielkim podbojom.

## Społeczeństwo

### Religia
Wśród ludności arabskiej dominowali wyznawcy chrześcijaństwa w wydaniu nestoriańskim, obecne były wpływy także religii perskich (np. zaratusztrianizmu). Władzę eklezjalną sprawowali metropolici Kościoła Wschodu w mieście Fars. Część historyków tłumaczy nieobecność arabskich biskupów na nestoriańskich synodach w latach 423/424 – 544 dominacją polityczną Kindytów nad Lachimidami na Półwyspie Arabskim. 
Państwo Lachimidzkie było czasami celem ucieczki dla chrześcijan w czasach ich prześladowań w Imperium Sasanidów.

## Gospodarka
Sasanidzka protekcja, zwłaszcza ze strony floty, pozwalała Lachimidom na czerpanie dużych zysków z handlu pomiędzy Bizancjum i Egiptem na zachodzie, a Mezopotamią i Indiami na wschodzie, zwłaszcza z racji bycia wyłączonym geograficznie spod terenów walk wojen rzymsko-sasanidzkich. Ważnymi węzłami tych szlaków kupieckich były Jemen i Bahrajn, stąd wzięcie ich pod bezpośrednią zwierzchność Sasanidów stanowiła powód do wojny zwieńczonej upadkiem państwa. 

## Ostatni królowie Lachmidów
- 400–418 Numan I al-Awar
- 418–462 Mundhir I
- 505–554 Mundhir III ibn Ma as-Sama
- 554–569 Amr ibn Hind
- 580–602 Numan III